# Joseph Brodmann

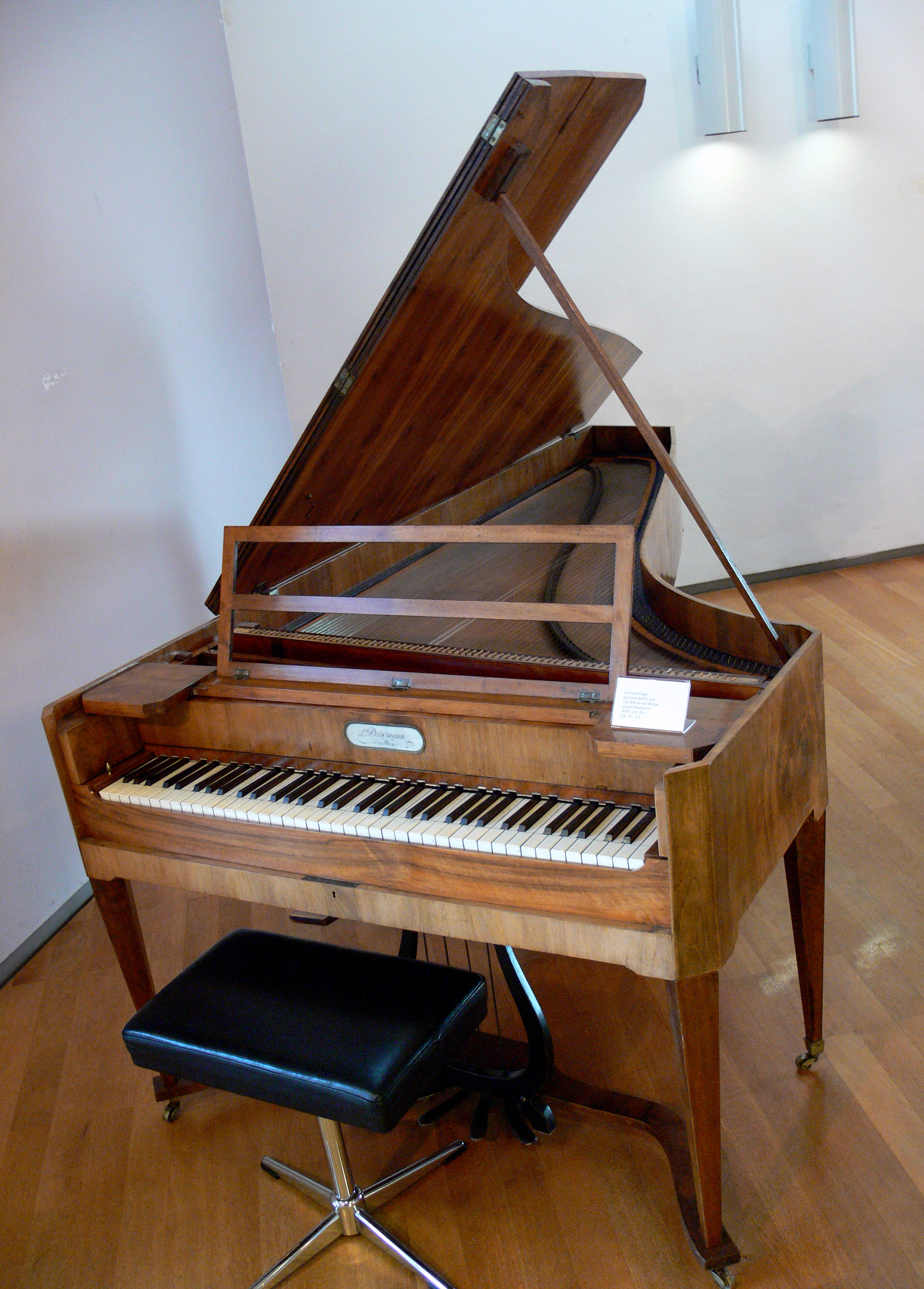
Hammerflügel aus dem Besitz von Carl Maria von Weber, Joseph Johann Brodmann, Wien um 1810 (Musikinstrumenten-Museum Berlin)

Joseph Johann Brodmann (* 3. September 1763 in Deuna, Eichsfeld; † 13. Mai 1848 in Wien) war zu seiner Zeit ein herausragender Klavierbauer.
Der in Preußen als Sohn des Tischlermeisters Johann Brodmann und dessen Frau Maria Elisabeth, geb. Schwerdt, geborene Joseph Brodmann machte eine Tischlerlehre und kam 1783 nach Wien, wo er Geselle bei dem jungen Orgelbauer und Klaviermacher Ferdinand Hofmann (1756?–1829) wurde. Am 14. Oktober 1796 leistete er den Wiener Bürgereid und errichtete eine Klaviermacher-Werkstatt. Sein Lehrling Ignaz Bösendorfer übernahm 1828 das Geschäft, das heute zu den weltweit führenden Klavierherstellern gehört.
Die Instrumente von Brodmann wurden u. a. von Ludwig van Beethoven und Carl Maria von Weber gespielt und geschätzt.